# Ng Joo Pong
Ng Joo Pong  (* 19. Juni 1946 in Kuala Lumpur) ist ein ehemaliger malaysischer Radrennfahrer.

## Sportliche Laufbahn
Ng Joo Pong  begann mit 12 Jahren mit dem Radsport. Er war im Straßenradsport sowie im Bahnradsport aktiv und Teilnehmer der Olympischen Sommerspiele 1964 in Tokio. Im Mannschaftszeitfahren belegte das Team aus Malaysia den 32. Rang. Im 1000-Meter-Zeitfahren wurde er 24. In der Mannschaftsverfolgung scheiterte das malaysische Team mit Ng Joo Pong, Choy Mow Thim, Arulraj Rosli und Kamsari Salam in der Qualifikation.
Ng Joo Pong  war auch Teilnehmer der Olympischen Sommerspiele 1968 in Mexiko-Stadt. Das olympische Straßenrennen beendete er nicht. Er war mit Johari Ramli der einzige Starter seines Landes im Radsport. 
Bei den Asienspielen 1966 gewann er das Straßenrennen. 1970 gewann er die Bronzemedaille im Punktefahren der Asienspiele. Mehrfach startete er bei den Südostasienspielen.

## Familiäres
Auch sein Bruder Ng Joo Ngan war Radrennfahrer und Medaillengewinner der Asienspiele.